# Randy Holcomb
Randy Alfred Holcomb, po przyjęciu libijskiego obywatelstwa Raed Farid Elhamali (ur. 8 sierpnia 1979 w Chicago) – amerykański koszykarz, grający na pozycji niskiego skrzydłowego lub wysokiego skrzydłowego, posiadający także libijskie obywatelstwo.
Wychowanek college'u z San Diego w 2002 został wygrany przez San Antonio Spurs w II rundzie draftu NBA z numerem 57. Szybko jednak działacze Ostróg porozumienili się z 76ers w sprawie transferu, w wyniku którego Holcomb wraz z Markiem Bryantem trafili do Philadelphii, a w przeciwną stronę powędrowali John Salmons i Speedy Claxton. Nieco ponad miesiąc później wylądował w Polsce, podpisując kontrakt z Ideą Śląskiem Wrocław. Jednak na początku 2003 wrocławianie rozwiązali z nim kontrakt. Później Holcomb grał, epizodycznie, w filipińskim Talk’N’Text Phone Pals, greckim Apollon Patras i wenezuelskim Cocodrillos de Caracas.
Latem 2005 reprezentował Washington Wizards podczas letniej ligi NBA. Na przełomie 2005 i 2006 ponownie spróbował swoich sił w NBA, ale w barwach Byków Holcomb zagrał tylko cztery razy. W końcówce sezonu 2005/2006 zagrał jako zawodnik hiszpańskiego Joventutu Badalona, choć szybko został zwolniony.

## Osiągnięcia
Na podstawie, o ile nie zaznaczono inaczej.
NCAA
- Uczestnik turnieju NCAA (2002)
- Mistrz turnieju konferencji Mountain West (MWC – 2002)
- MVP turnieju MWC (2002)
- Zaliczony do:
  - I składu:
    - MWC (2002)
    - turnieju MWC (2002)
    - najlepszych nowo-przybyłych zawodników MWC (2001)
- Lider MWC w:
  - liczbie:
    - punktów (558 – 2002)
    - zbiórek (296 – 2002)
    - celnych rzutów:
      - z gry (220 – 2002)
      - za 2 punkty (228 – 2002)

    - oddanych rzutów za 2 punkty (323 – 2002)

  - średniej zbiórek (9 – 2002)
  - skuteczności rzutów z gry (52,6% – 2002)

Drużynowe
- Wicemistrz CBA (2006)

Indywidualne
- MVP meczu gwiazd CBA (2006)
- Zaliczony do:
  - I składu defensywnego CBA (2006)
  - II składu CBA (2006)
- Uczestnik meczu gwiazd:
  - ligi wenezuelskiej (2005)[4]
  - CBA (2006)
- Zwycięzca konkursu wsadów ligi wenezuelskiej (2005)[4]

Reprezentacja
- Uczestnik mistrzostw Afryki (2009 – 11. miejsce)[5]